# Andreas Wank
Andreas Wank (Halle, 18 febbraio 1988) è un ex saltatore con gli sci tedesco.

## Biografia
In Coppa del Mondo ha esordito il 29 dicembre 2004 a Oberstdorf (45°), ha ottenuto il primo podio il 16 gennaio 2010 a Sapporo (2°) e la prima vittoria il 9 marzo 2013 a Lahti.
In carriera ha preso parte a due edizioni dei Giochi olimpici invernali, Vancouver 2010 (28° nel trampolino lungo, 2° nella gara a squadre) e Soči 2014 (10º nel trampolino normale, 1º nella gara a squadre), a una dei Campionati mondiali, vincendo una medaglia, e a due dei Mondiali di volo, vincendo una medaglia.

## Palmarès

### Olimpiadi
- 2 medaglie:
  - 1 oro (gara a squadre a Soči 2014)
  - 1 argento (gara a squadre a Vancouver 2010)

### Mondiali
- 1 medaglia:
  - 1 argento (gara a squadre dal trampolino lungo a Val di Fiemme 2013)

### Mondiali di volo
- 1 medaglia:
  - 1 argento (gara a squadre a Vikersund 2012)

### Mondiali juniores
- 2 medaglie:
  - 2 ori (trampolino normale, gara a squadre a Zakopane 2008)

### Coppa del Mondo
- Miglior piazzamento in classifica generale: 21º nel 2010
- 13 podi (2 individuali, 11 a squadre):
  - 3 vittorie (tutte a squadre)
  - 6 secondi posti (1 individuale, 5 a squadre)
  - 4 terzi posti (1 individuale, 3 a squadre)

#### Coppa del Mondo - vittorie
| Data             | Località    | Nazione   | Trampolino                                                                     |
| ---------------- | ----------- | --------- | ------------------------------------------------------------------------------ |
| 9 marzo 2013     | Lahti       | Finlandia | Salpausselkä HS130 (con Michael Neumayer, Severin Freund e Richard Freitag)    |
| 21 novembre 2015 | Klingenthal | Germania  | Vogtland Arena HS140 (con Andreas Wellinger, Richard Freitag e Severin Freund) |
| 9 gennaio 2016   | Willingen   | Germania  | Mühlenkopf HS145 (con Andreas Wellinger, Richard Freitag e Severin Freund)     |

#### Summer Grand Prix
- Vincitore della classifica generale nel 2012